# Карл Бунде
Ка́рл Гу́стаф Бу́нде (швед. Carl Gustaf Bonde af Bjorno нар. 28 квітня 1872, Гернінгсгольм, Швеція — † 13 червня 1957, Гернінгсгольм, Швеція) — шведський граф, військовослужбовець та спортсмен, що спеціалізувався на змаганнях з кінного спорту. Переможець літніх Олімпійських Ігор 1912 року у Стокгольмі в індивідуальній виїздці, срібний призер Олімпіади 1928 у командній виїздці.

## Біографія
Карл Бунде був сином шведського графа Густафа Фредріка Бунде і його англійської дружини на ім'я Іда Марр'ят. Карл зробив хорошу війському кар'єру у гусарському кавалерійському полку (швед. Livregementets husarer), вийшовши у відставку в 1910 році у званні ротмістра. У 1916 році його було призначено керівником конюшень при королівському дворі. Цю посаду Бунде обіймав протягом декількох десятиліть.
Влітку 1912 року Карл Бунде взяв участь у літніх Олімпійських іграх, що відбувалися у Стокгольмі. На коні на ім'я Emperor він змагався за «золото» у індивідуальній виїздці і впевнено переміг своїх суперників (серед яких були переважно шведи), набравши 15 очок за 7 етапів. Шістнадцять років потому, у 1928 році, Бунде здійснив ще одну спробу повторити свій успіх та здобути найвищу нагороду Олімпійських ігор. Проте у Амстердамі показав на коні Ingo лише другий результат у складі збірної Швеції в командних змаганнях та посів аж 19ту позицію у індивідуальному заліку.
Карл Бунде був одружений двічі. З 1896 по 1919 рік він перебував у шлюбі з Бланше Діксон, яка народила сина Турда, що став у майбутньому одним з головнокомандувачів шведської армії. А з 1920 по 1941 рік його дружиною була Ебба Валленберг (донька відомого бізнесмена та правознавця Маркуса Валленберга), у союзі з якою Карл мав ще одного сина на ім'я Педер.

## Спортивні результати[2]
| Рік  | Змагання                    | Місто     | Кінь    | МО | МК |
| ---- | --------------------------- | --------- | ------- | -- | -- |
| 1912 | Літні Олімпійські ігри 1912 | Стокгольм | Emperor | 1  | —  |
| 1928 | Літні Олімпійські ігри 1928 | Амстердам | Ingo    | 19 | 2  |

## Нагороди

### Швеція
- Орден Вази
  - лицарський хрест 1-го класу (1917)
  - командорський хрест (16 червня 1928)
  - командорський хрест 1-го класу (31 грудня 1948)
- Орден Меча, лицарський хрест 1-го класу (1919)
- Ювілейна пам'ятна медаль 70-річчя короля Густава V (1928)
- Ювілейна пам'ятна медаль 90-річчя короля Густава V (1948)
- Золота медаль Шведського Червоного Хреста

### Бельгія
- Орден Леопольда I, лицарський хрест (1915)
- Воєнний хрест (Бельгія) 1-го класу (1915)

### Інші країни
- Медаль Червоного Хреста (Пруссія) 3-го, 2-го і 1-го класу
- Почесний знак Австрійського Червоного Хреста 2-го класу з військовою відзнакою
- Орден Півмісяця (Османська імперія)
- Орден Святої Анни 2-го ступеня (Російська імперія; 1915)
- Орден Академічних пальм, офіцер (Франція; 1915)
- Орден Трьох зірок, великий офіцерський хрест (Латвія; 1928 або 1930)
- Медаль за участь у Європейській війні (1915—1918) (Третє Болгарське царство)